# Тонопа (Невада)
Тонопа (енгл. Tonopah) насељено је место без административног статуса у америчкој савезној држави Невада.

## Демографија
По попису из 2010. године број становника је 2.478, што је 149 (-5,7%) становника мање него 2000. године.
| Група             | 2000.         | 2010.         |
| Белци             | 2.317 (88,2%) | 2.100 (84,7%) |
| Афроамериканци    | 20 (0,8%)     | 72 (2,9%)     |
| Азијати           | 11 (0,4%)     | 13 (0,5%)     |
| Хиспаноамериканци | 162 (6,2%)    | 216 (8,7%)    |
| Укупно            | 2.627         | 2.478         |

### Срби у Тонопи
Горан Милић је снимајући свој путописни серијал Идемо у Америку (9. епизода, 33. минута) случајно свратио на гробље у Тонопи и међу преминулима затекао и гробове Срба (из Херцеговине, Ниша...) који су се у овоме крају бавили рударством.